# Mustafa Efe
Mustafa Efe (* 5. Mai 1965 in der Türkei) ist ein türkischer Journalist, Buchautor und Verleger. Er betreibt unter anderem einen christlichen Buchverlag und einen christlichen Radiosender in der Türkei.

## Leben
Als Journalist arbeitete Efe für zahlreiche türkische Zeitungen, zum Beispiel auch für die rechtskonservative Tercüman. In seinem autobiografischen Bericht Mein Weg zur Wahrheit schildert Efe wie er im Auftrag einer Istanbuler Tageszeitung Mitte der 1980er Jahre verdeckt innerhalb christlicher Gemeinden Istanbuls recherchierte, um dem Verdacht nachzugehen, dass diese Terrorismus unterstützen. Die Teilnahme am kirchlichen Leben führte ihn nach eigenen Worten in den christlichen Glauben hinein. „Mein Weg zur Wahrheit“ wurde in mehrere Sprachen übersetzt. Der Klappentext der deutschen, im evangelikalen R. Brockhaus Verlag erschienenen Ausgabe hebt hervor, Efes Buch zeige auch, „welchen Weg gläubige Moslems zurücklegen müssen, um die Bibel als wahr anerkennen zu können“. 
Efe selbst konvertierte bald zum Christentum und gründete in seiner Heimat mit „Mujde Yayincilik“ (dt.: Gute Nachrichten Vertrieb) einen christlichen Buchverlag. Dieser war der erste Verlag, der vom türkischen Staat eine offizielle Lizenz erhielt, in der Türkei Ausgaben der Bibel zu drucken. 
Seit 1993 betreibt Efe auch die christliche Radiostation „Mujde FM“, die im Bereich Nachrichten seit 1996 auch mit der Deutschen Welle kooperiert. Neben kirchlicher Musik, Gospels und Spirituals gehören auch Bibellesungen zum Programm der Station Mujde FM, die in den Großregionen Istanbul, Izmir und Adana sendet.
Mustafa Efe ist zudem Initiator des St.-Paul-Marsches, einer Rundreise für Christen, bei dem für das Christentum bedeutsame Stätten in der Türkei besucht werden. An dieser von der Republik der Türkei finanziell geförderten Veranstaltung nehmen jährlich Christen aus aller Welt teil. 
1992 brachte Efe den 1979 an Originalschauplätzen in Israel gedrehten Film Jesus zunächst in türkischer Sprache, 1998 auch in einer kurdischen Version auf den Markt. Dies war das erste Mal, dass in der Türkei ein Film offiziell in kurdischer Sprache gezeigt und vertrieben werden durfte.

## Deutschsprachige Veröffentlichung
- Mustafa Efe, Christa L. Bolay: Mein Weg zur Wahrheit. Ein türkischer Journalist entdeckt die Bibel; Wuppertal: R. Brockhaus, 2003; ISBN 3-417-20626-X